# Docalidia bracchia
Docalidia bracchia är en insektsart som beskrevs av Nielson 1990. Docalidia bracchia ingår i släktet Docalidia och familjen dvärgstritar. Inga underarter finns listade i Catalogue of Life.